# جاكوب روبرت كانتور
جاكوب روبرت كانتور (بالإنجليزية: Jacob Robert Kantor)‏ هو عالم نفس أمريكي، ولد في 8 أغسطس 1888، وتوفي في 1984.